# Cipriano de São José
Dom Frei Cipriano de São José, O.F.M. (Lisboa - 12 de novembro de 1743 - Mariana - 14 de agosto de 1817) foi um religioso da Ordem dos Frades Menores, bispo da Igreja Católica Romana.

## Biografia
Dom Frei Cipriano de São José nasceu em Lisboa, Portugal, aos 12 de novembro de 1743. Entrou para a Ordem dos Frades Menores (franciscanos), sendo ordenado presbítero em 21 de dezembro de 1768. Lecionou em um convento de Lisboa e tornou-se pregador da Corte na Capela do Palácio de Bemposta durante o governo de D. Maria I. Em 24 de julho de 1797 foi nomeado bispo de Mariana, sendo sagrado em 31 de dezembro de 1797 pelo Cardeal de Bartolomeu Pacca. Em Mariana, Dom Frei Cipriano chegou em 1799, sendo acolhido por grande festa. Nesta diocese implantou um governo enérgico, corrigindo muitos abusos implantados anteriormente. Preocupou-se muito com o Seminário e ordenou 142 padres . Outra preocupação de Dom Cipriano foi com as artes. Assim, ele fez grandes melhoramentos no Paço episcopal e construiu um belo jardim em torno do Palácio episcopal, que foi considerado uma verdadeira obra de arte pelo viajante Saint-Hilaire em suas visitas pelo Brasil. Morreu em 14 de agosto de 1817, com 73 anos de idade. Seus restos mortais se encontram sepultados na Cripta da Catedral Basílica de Nossa Senhora da Assunção, em Mariana.